# Hetaeria
Hetaeria är ett släkte av orkidéer. Hetaeria ingår i familjen orkidéer.

## Bildgalleri

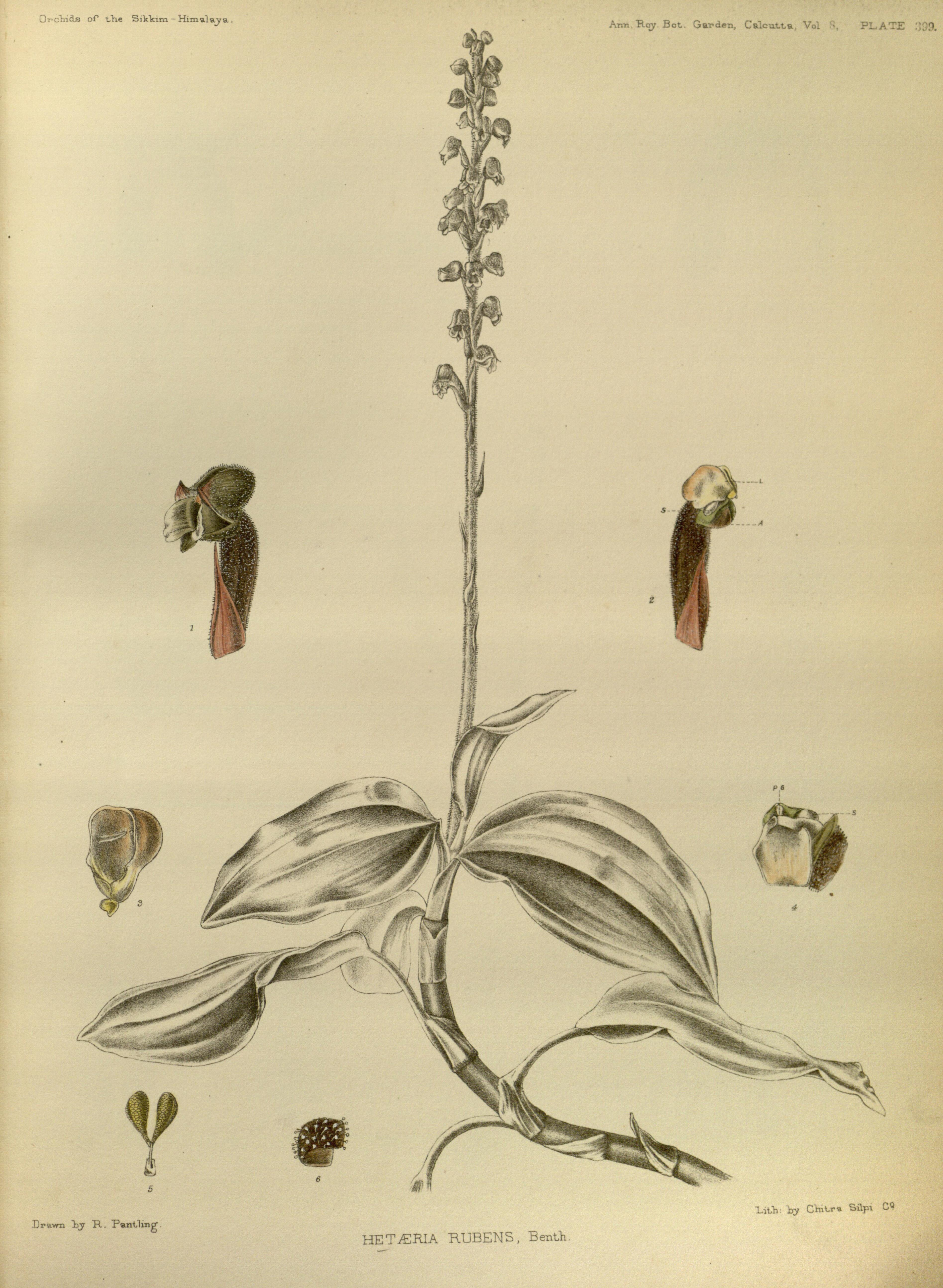

## Dottertaxa tillHetaeria, i alfabetisk ordning[1]
- Hetaeria affinis
- Hetaeria alta
- Hetaeria anomala
- Hetaeria armata
- Hetaeria baeuerlenii
- Hetaeria callosa
- Hetaeria elata
- Hetaeria elegans
- Hetaeria finlaysoniana
- Hetaeria gardneri
- Hetaeria gautierensis
- Hetaeria goodyeroides
- Hetaeria heterosepala
- Hetaeria hylophiloides
- Hetaeria lamellata
- Hetaeria latipetala
- Hetaeria linguella
- Hetaeria mannii
- Hetaeria nitida
- Hetaeria obliqua
- Hetaeria oblongifolia
- Hetaeria occidentalis
- Hetaeria ovalifolia
- Hetaeria pelota
- Hetaeria rostrata
- Hetaeria tetraptera
- Hetaeria vaginalis
- Hetaeria whitmeei
- Hetaeria xenantha
- Hetaeria youngsayei